# 杵屋佶久弥
 杵屋 佶久弥（きねや きちくみ）は、長唄三味線方である。本名は「齋藤 久美子（さいとう・くみこ）」。別名東音齋藤　久美子（とうおんさいとう・くみこ）。三代目杵屋弥佶とは師弟関係。

## 来歴・人物
福岡県太宰府市出身。幼少より母である藤本汐帆吉より三味線の手ほどきを受ける。
長唄東音会同人であり、東音齋藤久美子の名前も使用。舞踊会、邦楽演奏会にて活動。

## 一門
長唄杵弥会
家元は杵屋弥佶

## 顕彰
2010年第16回くまもと全国邦楽コンクール優秀賞受賞ｰ 

## 補注
1. ↑  “長谷検校記念くまもと全国邦楽コンクール”. 2012年10月17日閲覧。